# 倶楽部クマキリ
『倶楽部クマキリ』（くらぶクマキリ）は、2007年4月7日から2010年3月27日まで静岡第一テレビ (SDT) で毎週土曜 11:50 - 12:00 (JST) に放送された10分間のバラエティ番組である。NTTドコモ東海の一社提供番組。

## 概要
2007年3月まで放送された『セレブクマキリ』の後番組としてスタート。前番組のメイン出演者であった熊切あさ美が、ケイダッシュステージ所属のお笑いコンビ、ハマカーンの2人と共に、人気のレストランや流行りのセレクトショップ、話題のお店など、気になる情報を3人が体感。同時に若者への応援メッセージを送る番組として放送された。
番組のロケはほとんどが静岡県内で行われたが、「面白い事があればどこでも出かける」との主旨のもと、企画によっては静岡県外に出向いてロケが行われた。
スポンサーであるNTTドコモの第三世代携帯電話（W-CDMA）サービス・FOMAのiモードサイトは、静岡第一テレビの公式サイトよりも詳しく番組の放送内容を掲載していた。

## 出演者
- 熊切あさ美
- ハマカーン（浜谷健司、神田伸一郎）
- ナレーター：伊藤久朗（静岡第一テレビアナウンサー）

## 本番組で放送された企画
- 静岡でハワイを探せ! - くまきりあさ美がフラダンスを習い、ハマカーンがウクレレを習う。市内のハワイアンレストランで食事&披露。
- おもしろ社長シリーズ!（スギヤマエレクトン社長）
- 新東名高速道路建設現場見学
- 浜松餃子！ - 餃子王国「浜松」を体感。
- 5月病を吹き飛ばせ!ホットヨガ体験
- 料理対決
- 夢の世界「百町森」（静岡市内の玩具店）
- あさ美依頼企画、合気道体験!
- 沖縄伝統芸能「エイサー」に挑戦!
- 2007年、最新水着チェック!
- 夏休み特別企画「科学の世界へ!」 - 静岡市内の科学館・る・く・るで科学を体感。
- 浜名湖のマリンスポーツに大絶叫!
- 屋形船にゆらて、浜名湖遊覧ウルトラバトル! - 豪華料理を賭けたバトル。
- 倶楽部クマキリ防災チェック!
- 倶楽部クマキリ消防団出動!
- 倶楽部クマキリ漫画道場
- アーチェリー、バドルテニス対決
- キウイ農園で作業
- 大道芸体験（講師TOMIさん）
- 三味線演奏体験と尺八とのコラボレーション
- 静岡名物を具にした「クマキリ鍋」製作
- スポーツカイトに挑戦 - この収録において、くまきりはスポーツカイトのインストラクターの資格を取得している。
- 激辛料理に挑戦
- 「クマキリパン」製作
- ハマカーンPR大作戦! - 幼稚園と高校でハマカーンをPR。